# Защитно-караульная служба
Защитно-караульная служба (сокр. ЗКС) — защитный норматив по дрессировке собак, созданный в СССР. Основная цель — выработка охранно-защитных навыков у собаки, а также умения запаховой идентификации. 

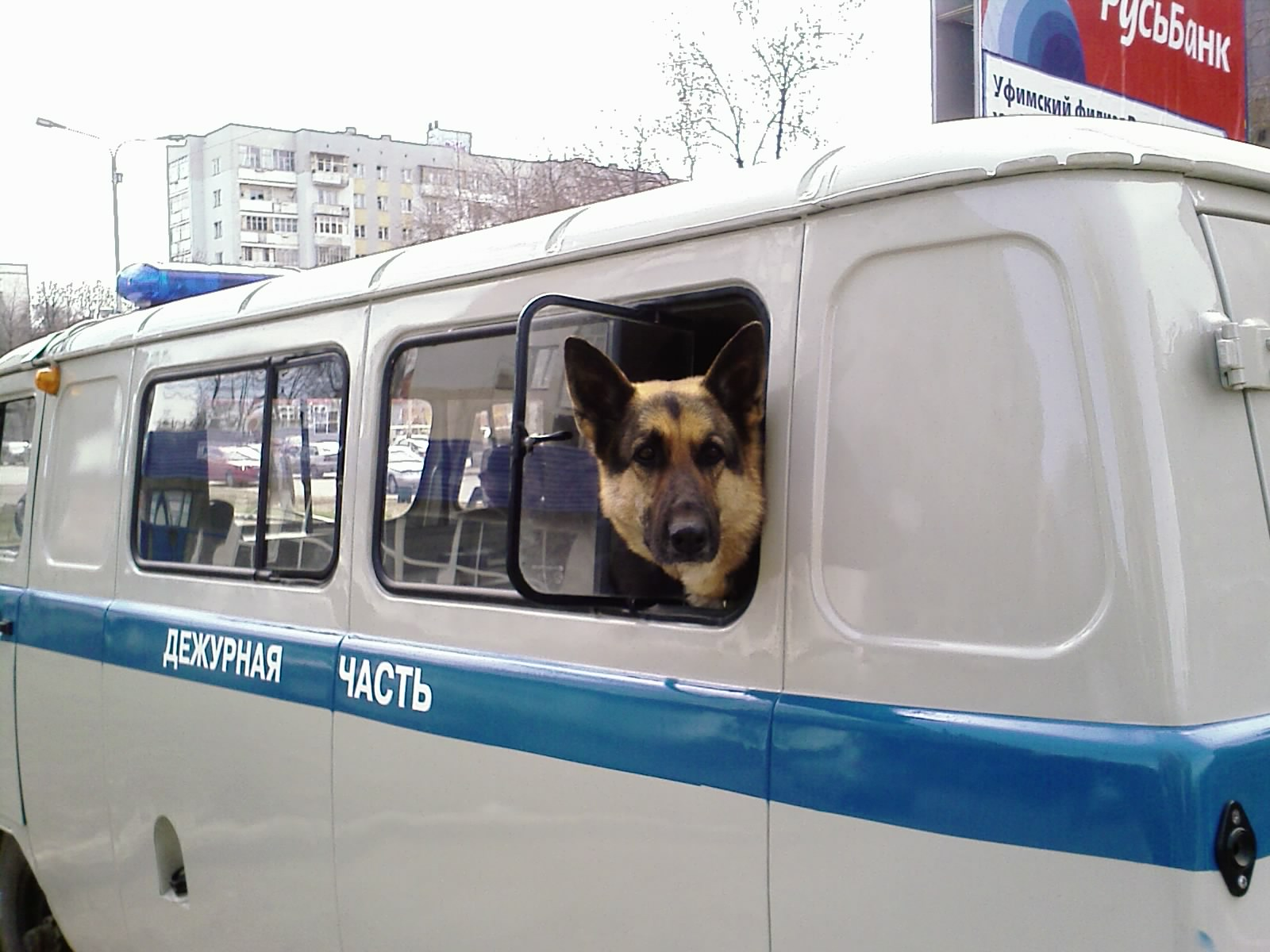
Полицейская собака (Уфа)

## Понятие ЗКС
ЗКС, также как и общий курс дрессировки (ОКД) относится к видам дрессировки собак. Своё развитие ЗКС получила из военных направлений дрессировки в XX веке. В современных условиях в ведомственных структурах России на базе навыков ЗКС готовят розыскных, караульных, сторожевых, конвойных собак. Для этого собаки проходят курс специальной дрессировки, который включает в себя более обширную программу подготовки в соответствии со специализацией и дальнейшим применением собаки.
Так называемый любительский курс ЗКС возник с ростом числа рядовых собаководов, которые занимались с собаками служебных пород и заботились о поддержании и развитии рабочих качеств своих собак. В СССР без сдачи нормативов ОКД и ЗКС собаки служебных пород не допускались к племенному разведению, причем требования к рабочим качествам кобелей были выше, чем у сук. Таким образом, программа ЗКС была взята на вооружение всеми клубами служебного собаководства СССР. Собаки, не получившие официального сертификата о сдаче нормативов и использовавшиеся в разведении, не могли претендовать на оформление помета с документами.
Хорошо обученные собаки по курсу ЗКС с успехом могут защитить своего хозяина, его дом и имущество. Это объясняется тем, что навыки, полученные собакой по ЗКС, отличаются эффективностью, а не зрелищностью. Обучение направлена на моделирование «жизненных ситуаций», в которых могут пригодится навыки защиты. Собака учится быстро принимать решение и независимо оценивать степень опасности ситуации для хозяина.
В течение десятков лет нормативы по ЗКС неоднократно менялись и, тем не менее, эффективность курса и на сегодняшний день остается в достаточно высокой.

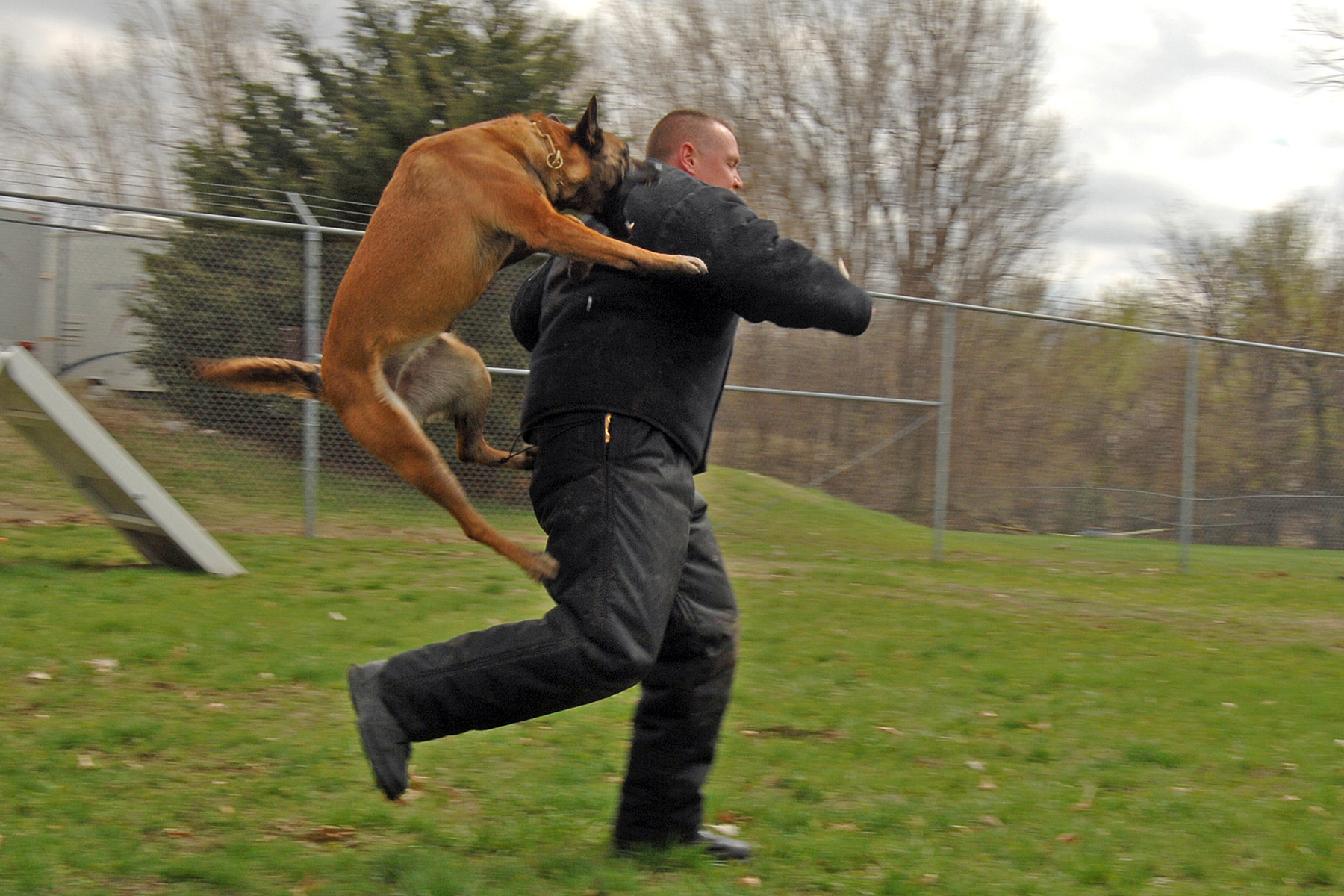
Работа в защитном разделе бельгийской овчарки малинуа

Кинологические службы МВД, ФСИН, ФСБ, ВС используют собак, подготовленных по нормативу ЗКС, при задержании, конвоировании и охране задержанного, при поиске наркотиков и взрывчатых веществ, а также в антитеррористических операциях.

## Навыки ЗКС

### Выборка чужой вещи
Навык выборки вещей необходим для опознания искомого человека по запаху. Выборка вещей способствует развитию чувствительности обоняния собаки, совершенствованию определения запахов и является базой для обучения собаки обыску местности и выборке человека. Навык вырабатывается на основании обонятельна-поисковой и пищевой реакций, а также навыка апортировки предмета. При выборке вещи от собаки требуется  заинтересованно обнюхивать предлагаемый предмет, активно искать его с помощью обоняния среди большого количества подобных беззапаховых предметов, поднести нужный предмет и занять исходное положение перед дрессировщиком.

### Охрана вещи
Навык охраны вещи необходим в случаях, когда владельцу собаки необходимо на какой-то период времени оставить предметы багажа или вещь, не сдавая их, например, в камеру хранения и не доверять посторонним лицам. Навык охраны вещи является наиболее простым, и используется для выработки более сложных специальных навыков по охране зданий, территорий и т. п. Навык вырабатывается на базе активно-оборонительной реакции поведения. Первоначальное обучение навыку проходит на поводке. Помощник по защите (фигурант) сильно раздражает собаку, находящуюся на привязи над вещью хозяина (рюкзаком, сумкой с лакомством). Поощряется любое проявление агрессии по отношению к фигуранту, пытающемуся забрать предмет (облайка, рычание, попытки укусить). Однако собака не должна проявлять агрессию к фигуранту, если он не пытается дотронуться до вещи хозяина. Этот навык моделирует жизненную ситуацию, в которой собаку можно будет использовать для охраны вещей хозяина в общественном месте без угрозы для прохожих, не представляющих угрозы.

### Задержание с окарауливанием и конвоированием помощника (фигуранта)
Навык задержания человека, смелой, активной борьбы с ним и настороженного окарауливания задержанного на месте и в движении необходим в случаях, когда возникает опасность нападения на дрессировщика, членов его семьи или при проникновении в дом посторонних лиц с целью ограбления и т.п. Данный навык является основой для выработки у собаки других специальных навыков . Навык вырабатывается на базе агрессивно-оборонительной реакции после развития у собаки настороженного недоверия к посторонним.

### Обыск местности
Навык обыска местности необходим для выполнения задач связанных как с поиском предметов (вещей) на участке местности, так и с поиском самого человека, укрывшегося на местности. Навык вырабатывается на базе обонятельно-поисковой, активно-оборонительной и пищевой реакций, а также навыка апортировки.

## Испытания и соревнования по ЗКС
Во многих регионах России регулярно проводятся испытания, являющиеся первой ступенью сертификации собак по нормативу ЗКС, а также соревнования: внутриклубные, городские, региональные и всероссийские кубки и чемпионаты. Наиболее престижным считается Чемпионат России по национальным видам дрессировки, в программу которого включены соревнования по ЗКС.